# Cinemax
O Cinemax é uma rede de televisão por assinatura estadunidense, que pertence a Home Box Office, Inc., uma subsidiária da Warner Bros. Discovery. 
Desenvolvido como um serviço complementar à Home Box Office (HBO) e focando inicialmente em filmes recentes e clássicos, foi lançado em 1º de agosto de 1980. A programação apresentada no Cinemax atualmente consiste principalmente em filmes recentes e mais antigos, séries de ação originais, bem como documentários e especiais de bastidores do cinema.
Em setembro de 2018, a programação do Cinemax estava disponível para aproximadamente 21,736 milhões de lares dos EUA que tinham assinatura de um provedor de televisão multicanal (21,284 milhões dos quais recebem, pelo menos, o canal principal do Cinemax).

## História
Na primavera de 1980, os executivos da HBO começaram a desenvolver planos para um serviço "maxi-pay" terciário e de baixo custo (um canal pago de serviço completo vendido a uma taxa premium ou ligeiramente inferior) para complementar melhor a HBO. Em 18 de maio daquele ano, durante a Convenção da Associação Nacional de Televisão a Cabo de 1980, a Home Box Office anunciou que lançaria um canal de filmes complementar, a ser chamado Cinemax. Anunciado como o "primeiro nível verdadeiro" da indústria de cabo, o Cinemax foi projetado para complementar a HBO (designado como um "serviço de base [premium] de nível superior") e evitar dificuldades associadas ao agrupamento de vários serviços pagos de "fundação"; também pretendia atuar como concorrente direto do The Movie Channel (então propriedade da Warner-Amex Satellite Entertainment, joint venture entre a Warner Communications e American Express), e a Home Theater Network (um serviço agora extinto pertencente ao Group W Satellite Communications, que se concentrou em filmes com classificação G e PG e foi, portanto, comercializado para famílias), mantendo um formato de seleção de filmes escolhido por seu apelo para selecionar a demografia do público.

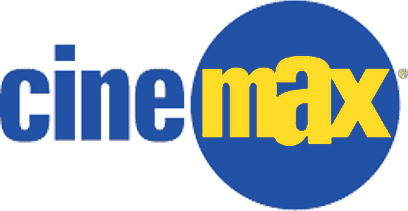
Logotipo de 1997 a 2008

Logotipo do Cinemax entre 2008 e 2011

Em 28 de agosto de 1980, foi anunciado que o Cinemax faria a transição para uma programação de 24 horas, sete dias por semana no início de 1981. The Movie Channel era o único serviço premium nacional na época a oferecer uma programação de 24 horas por dia, fazendo isso em 1º de dezembro de 1979, após sua transição de um serviço de timeshare no transponder da Nickelodeon para operar em um transponder autônomo como um serviço independente. Em 1º de janeiro, Em 1981, o Cinemax começou a oferecer uma programação semanal completa de 168 horas (exceto interrupções ocasionais para manutenção técnica programada no início da manhã), adicionando programação em tempo integral das 6h às 13h.
Em 1990, a Cinemax limitou sua programação principalmente a filmes. No entanto, a partir de 1992, a Cinemax voltou a entrar no desenvolvimento de séries de televisão com a adição de séries de roteiro orientadas para adultos semelhantes em conteúdo aos filmes pornográficos softcore apresentados no canal na madrugada (como a primeira série adulta original da rede, Erotic Confessions, e entradas de séries posteriores, como Hot Line, Passion Cove, Lingerie e Co-Ed Confidential), marcando um retorno de séries adultas para o canal.
De 1992 a 1997, o Cinemax exibiu mostras diárias de filmes em horários fixos, centrados em um determinado gênero que diferia a cada dia da semana; com a introdução de um novo pacote de identidade visual em 1993. Essas apresentações de filmes baseados em gênero terminaram em setembro de 1997, como parte de uma extensa reformulação da marca da rede. As únicas apresentações de filmes temáticos do Cinemax naquele momento se tornaram uma sessão de filmes noturna às 20h (Max Hits at 8) e uma exibição de filme no horário nobre às 22h (Max Prime at 10).
Em 2001, o Cinemax começou a mudar seu foco de apenas exibir filmes de segunda execução que foram anteriormente transmitidos no canal irmão HBO antes de sua estréia no Cinemax, para estrear filmes de sucesso de bilheteria e menos conhecidos antes de sua transmissão inicial na HBO. Em fevereiro de 2011, a Cinemax anunciou que começaria a oferecer programação original mainstream para competir com outros serviços premium e de streaming, na forma de séries temáticas de ação voltadas para o público masculino. Esses programas também foram adicionados em um esforço para mudar a imagem de longa data do Cinemax como um canal conhecido principalmente por transmitir séries e filmes pornográficos softcore.

## Canais
| Canal       | Descrição |
| Cinemax     | Canal principal; Cinemax apresenta filmes de grande sucesso, filmes de estreia, filmes favoritos e programação original limitada. O canal geralmente estreia novos filmes – estreando no canal dentro de um intervalo de oito meses a um ano, em média, desde o lançamento inicial nos cinemas – nas noites de sábado às 22h, como parte do "See It Saturday", e transmite um filme em destaque de domingo a quinta-feira às 22h. O Cinemax também exibe séries de ação originais nas noites de sexta-feira às 22h. |
| MoreMax     | Lançado em 1991, o MoreMax é um canal secundário com conteúdo semelhante ao Cinemax em uma programação separada; também carrega filmes estrangeiros, independentes e de arte. O serviço transmite um filme em destaque todas as noites às 21h. O MoreMax foi originalmente chamado de "Cinemax 2" até 1997. Ele originalmente usava bumpers ligeiramente diferentes para se distinguir do Cinemax original, mas em 1993, ele começou a usar uma estrutura de "grade de programação" semelhante ao Prevue Channel, também usada por Cinemax 3, bem como pelas redes irmãs HBO2 e HBO3. Com o rebranding para MoreMax, ganhou uma nova identidade visual mais uma vez.    |
| 5StarMax    | Lançado em 17 de maio de 2001, o 5StarMax apresenta clássicos modernos, apresentando filmes premiados e clássicos do cinema atemporais. O canal transmite um clássico em destaque todas as noites às 21h. É o único canal Cinemax que não transmitiu conteúdo de Max After Dark. |
| ActionMax   | ActionMax transmite filmes de ação, incluindo blockbusters, westerns, filmes de guerra, artes marciais, filmes de terror e aventura; o canal tem um bloco de filmes no horário nobre, "Heroes at 8", que exibe um filme de ação às 20h todas as noites. ActionMax substituiu "Cinemax 3", que existiu de 1995 a 1997. |
| Cinemáx     | Cinemáx é um simulcast espanhol do Cinemax (semelhante ao HBO Latino, embora sem diferenças de programação), transmitindo filmes e séries originais de Hollywood dublados em espanhol; todos os outros canais multiplex do Cinemax carregam o áudio em espanhol como áudio secundário. O canal foi lançado originalmente em 17 de maio de 2001, como @Max, voltado para jovens de 18 a 34 anos com programação focada em filmes contemporâneos; sob seu formato atual, o canal era conhecido como MaxLatino de 1º de junho de 2013 a 1º de abril de 2015, quando adotou a marca de sua rede-mãe, com o "a" utilizando um acento agudo para desambiguidade de pronúncia. |
| MovieMax    | MovieMax transmite filmes voltados para jovens entre 18 e 34 anos; foi anteriormente formatado como um serviço voltado para a família de junho de 2013 a janeiro de 2015. O canal foi lançado originalmente em 17 de maio de 2001, como WMax, voltado para o público feminino, e apresentava dramas, mistérios e filmes clássicos de romance. |
| OuterMax    | Lançado em 17 de maio de 2001, OuterMax exibe filmes de ficção científica, terror e fantasia; o canal tem um bloco de filmes chamado "Graveyard Shift", exibindo um filme de ficção científica ou terror todas as noites à meia-noite. |
| ThrillerMax | Lançado em 1998, ThrillerMax exibe filmes de mistério, terror e suspense; o canal exibe um bloco de filmes no horário nobre, "When the Clock Strikes 10", mostrando um filme de mistério ou suspense diferente às 22h, sete noites por semana. |